# Избори за народне посланике Републике Српске 1997.
Ванредни избори за народне посланике Републике Српске одржани су 22. и 23. новембра 1997. године.
Право гласа је имало 1.153.640 гласача, своје бирачко право искористило је њих 808 377.
Број важећих гласачких листића је 792.994, број неважећих гласачких листића је 15 383. Након ових избора је Милорад Додик постао предсједник Владе Републике Српске, иако је његова партија освојила само 2 мандата.

## Резултати
Сљедећи политички субјекти су освојили мандате за посланике Народне скупштине Републике Српске:
| Политички субјекат                       | Број мандата | Број гласова |
| ---------------------------------------- | ------------ | ------------ |
| Српска демократска странка               | 24           | 209.767      |
| Коалиција за цјеловиту и демократску БиХ | 16           | 136.801      |
| Српски народни савез РС                  | 15           | 126.852      |
| Српска радикална странка РС              | 15           | 124.746      |
| Социјалистичка партија РС                | 9            | 78.150       |
| Странка независних социјалдемократа      | 2            | 21.178       |
| Социјалдемократска партија БиХ           | 2            | 14.954       |
| Остале странке                           | 0            | 80.546       |

### Расподјела мандата
| СДС 24 КЦДБиХ 16 СНС 15 |  | СРС РС 15 СП РС 9 СДП БиХ 2 |  | СНСД 2 |